# Мамыш
Мамы́ш (тат. Мамыш) — деревня в Атнинском районе Республики Татарстан, в составе Новошашинского сельского поселения.

## География
Деревня находится в верховье реки Шаши, в 17 км к северу от районного центра — села Большая Атня.

## История
Основание деревни Мамыш (также была известна под названием Малые Шаши) относят к XVIII веку.
В сословном плане, в XVIII веке и вплоть до 1860-х годов жителей деревни причисляли к государственным крестьянам. Их основными занятиями в то время были земледелие, скотоводство.
В «Списке населенных мест по сведениям 1859 года», изданном в 1866 году, населённый пункт упомянут как казённая деревня Мамышева Гарь, Малые Шаши, Починок Гарь 2-го стана Царёвококшайского уезда Казанской губернии. Располагалась при речке Шаше, по левую сторону транспортного тракта из Казани в Вятскую губернию, в 138 верстах от уездного города Царёвококшайска и в 27 верстах от становой квартиры в казённой деревне Уразлино (Казаклар). В деревне в 14 дворах жили 147 человек (72 мужчины и 75 женщин). Была мечеть.
По сведениям из первоисточников, в начале XX столетия в деревне действовала мечеть (с 1859 года).
С периода коллективизации в деревне работали коллективные сельскохозяйственные предприятия.
Административно, до 1920 года деревня относилась к Царёвококшайскому уезду Казанской губернии, с 1920 года — к Арскому кантону, с 1930 года (с перерывом) — к Атнинскому (Тукаевскому) району Татарстана.

## Население
Динамика
По данным переписей, население деревни увеличивалось с 6 душ мужского пола в 1782 году до 327 человек в 1926 году. В последующие годы численность населения деревни уменьшалась и в 2015 году составила 65 человек.
Национальный состав
Согласно результатам переписи 2002 года, в национальной структуре населения села татары составляли 99% из 73 человек.

## Экономика
Жители работают преимущественно в сельскохозяйственном производственном кооперативе «Тан», занимаются полеводством, мясо-молочным скотоводством.

## Инфраструктура
В деревне действует клуб.

## Религия
Мечеть (с 2013 года).

## Известные люди
Ф. Г. Зиятдинова (1945–2006) – поэтесса, переводчица, автор популярных песен.